# شويعرة طرية
الشويعرة الطرية (باللاتينية: Bromus hordeaceus) نوع نباتي يتبع جنس الشويعرة من الفصيلة النجيلية.

## الموئل والانتشار
ينتشر هذا النوع في أوروبا ويلاحظ في الحقول كحشيشة وعلى جوانب الطرق.

## الوصف النباتي
النبات عشبي حولي ارتفاعه من 20 إلى 100 سم. النورة عشكولية متفرعة. السنيبلات تحتوي من 4 إلى 10 زهرات.